# Hatano Hideharu
Hatano Hideharu (波多野 秀治?; 1541 – 25 giugno 1579) è stato un daimyō giapponese del periodo Sengoku, ultimo capo del clan Hatano.

## Biografia
Figlio di Hatano Harumichi fu adottato come un figlio da Hatano Motohide. Il clan Hatano era stato, a partire dal momento del nonno di Hideharu, Tanemichi, servitore del potente clan Miyoshi e del suo leader Miyoshi Nagayoshi. Seguendo la tradizione anche Hideharu continuò ad essere servitore dei Miyoshi. 
Hideharu divenne indipendente nel 1565 e riconquistò il castello di Yagami che prese come suo luogo di residenza nel 1566 supportato da Akai Naomasa (1529-1578), signore del castello di Kuroi a Hikami, e Bessho Nagaharu (1558-1580) suo cognato del castello di Miki. Il castello venne successivamente ampliato in una grande fortezza.
Nel 1568 Oda Nobunaga marciò verso Kyoto e divenne il governante centrale, e Hideharu strette un rapporto di amicizia con Nobunaga.
Ma nel 1575, per impedire l'espansione del clan Akai e proteggere la città di Kyoto, Nobunaga ordinò al suo generale Akechi Mitsuhide di conquistare la provincia di Tamba. All'inizio il clan Hatano e altri signori locali, ad eccezione del clan Akai, sostennero Mitsuhide, e quest'ultimo assediò facilmente il castello di Kuroi, che era la base principale del clan Akai. Tuttavia Hideharu e altri signori improvvisamente tradirono Mitsuhide e attaccarono il suo esercito nel 1576. Isolato nel profondo della provincia di Tamba, Mitsuhide subì una grave sconfitta e riuscì a malapena a fuggire a Kyoto. Il clan Hatano ancora una volta mantenne la sua indipendenza.
Un anno e mezzo dopo Mitsuhide ricominciò le sue operazioni nella provincia di Tamba. Questa volta Mitsuhide ampliò costantemente il territorio sotto controllo e costruì molti castelli per proteggere la sua linea di rifornimenti. L'anno successivo Mitsuhide raggiunse il castello di Yagami e il castello di Kuroi, circondando entrambi i castelli. Proprio questa volta Naomasa morì di malattia e il supporto del clan Akai cessò.
Nel giugno del 1579 dopo un accerchiamento durato un anno e oltre dieci attacchi, il castello di Yagami finì le scorte e la guarnigione affamata. Hideharu resistette per tre anni.
Secondo i resoconti storici scritti del clan Oda, Mitsuhide offrì sua madre come ostaggio per consentire a Hideharu di arrendersi con dignità. Hideharu si arrese sapendo che non poteva resistere a tempo indeterminato. Tuttavia dopo il suo arrivo al castello di Azuchi per portare le sue scuse, Hideharu fu crocefisso da Nobunaga assieme al fratello Hidenao. Le sue truppe al castello di Yagami, venute a sapere che Hideharu era stato giustiziato, uccisero la madre di Mitsuhide.
Questo incidente minò il rapporto tra Nobunaga e Mitsuhide, e secondi molti storici fu il vero motivo per cui quest'ultimo uccise Nobunaga a Honnō-ji nel 1582. 
Dopo la morte di Hideharu nessuno riuscì a mantenere unito ciò che restava del clan Hatano.